# Ниуе
Ниуè (на английски: Niue; на ниуеан: Niuē; в миналото – Савидж, на английски: Savage Island) е коралов остров в централната част на Тихи океан.

## История
Островът е заселен през V-VI в. от полинезийци от Самоа и Тонга. Открит е от Джеймс Кук на 20 юни 1774 г. През 1830 г. се появяват първите мисионери. През 1900 г. островът става протекторат на Великобритания, а една година по-късно е предаден под управлението на Нова Зеландия. От 1974 г. е със самостоятелно вътрешно самоуправление.

## Държавно устройство
Самоуправляваща се държава, свободно присъединила се към Нова Зеландия, която назначава глава на държавата – върховен комисар. Има Законодателна асамблея, състояща се от 20 души, избирани за срок от 3 години, която избира правителство. Въоръжени сили няма.

## География
Островът има вулканичен произход, претърпял нееднократни издигания, за които свидетелстват многочислените разломи и двете надзаливни морски тераси, разположени на 27 m и 60 m над нивото на океана. Целият остров е ограден от мощни коралови рифове. Бреговете му представляват стръмни скали, стърчащи над водата. Във вътрешността му се издига плато с надморска височина до 66 m, достигащо до самия бряг. То е най-плодородната част на острова, където живее преобладаващата част от населението. Тук има и гъсти вечнозелени гори, съставени предимно от палми. Дължината на бреговата линия е 78 km. Климатът е тропичен, океански, със средна годишна температура 25 °C и годишна сума на валежите 2177 mm. Валежите падат много неравномерно и често се наблюдават дълги и продължителни засушавания. На острова няма постоянно течащи реки. Почвите са много плодородни, но на някои места се срещат и с неплодородни варовикови участъци.

## Население
- Население – 1625 жители (2008 г.).
- Гъстота – 6,3 жители на км2.
- Естествен прираст – 11.
- Етнически състав – ниуеанци 92,5% (от тях метиси 10%), европейци 5,1%, други 2,4%.
- Официалният език – английски. Използва се и ниуе (близък до тонганския).
- Азбука – латиница.
- Неграмотни – 8%.
- Религиозен състав – християни 99,7% (протестанти 96,2%, католици 3,8%), други 0,3%.
- Административен център – Алофи (578 жители).

На острова има още 5 селища със статут на градове: Муталау (Mutalau), Лакепа (Lakepa), Лику (Liku), Хакупу (Hakupu) и Авателе (Avatele). Около 15 хиляди ниуеанци живеят в Нова Зеландия.

## Стопанство
Около 1/4 от площта на страната са обработваеми земи, на които се отглеждат различни тропични култури и най-вече кокосови палми. Главен поминък е отглеждането на копра и банани. Сравнително добре развити са пчеларството, животновъдството и риболовът. Основен износ – кокосов крем. Валута – новозеландски долар. В Алофи има международно летище. Дължина на шосейната мрежа – 234 км. Няма жп линии. Съотношение селско стопанство-промишленост-обслужване – 24:27:49. Островът се посещава от около 3 хил. туристи. Годишната финансова помощ от Нова Зеландия възлиза на 3,5 млн. щатски долара.